# Gröndalsviken, Småland
Gröndalsviken är en sjö i Vimmerby kommun i Småland och ingår i Botorpsströmmens huvudavrinningsområde.